# Belkacem Niati
Belkacem Niati est un footballeur algérien né le 8 février 1988 à Chlef. Il évolue au poste de milieu défensif.

## Biographie
Avec l'équipe de la JSM Béjaïa, il participe à la Ligue des champions d'Afrique et à la Coupe de la confédération.